# Нуньес де Бальбоа, Васко
Ва́ско Ну́ньес де Бальбо́а (исп. Vasco Núñez de Balboa, около 1475, Херес-де-лос-Кабальерос, Эстремадура — 15 января 1519, Acla, Куна-Яла) — испанский конкистадор с титулом аделантадо, который основал первый европейский город на американском континенте и первым из европейцев (во главе отряда из 190 испанцев и 600 индейцев-носильщиков) вышел на американский берег Тихого океана.

## Биография
Представитель худородного дворянства, Нуньес де Бальбоа рано отправился на поиски приключений в Новый Свет. Известно, что уже в 1500 году он плавал у берегов Колумбии в экспедиции Родриго де Бастидаса. Затем в течение десяти лет без особого успеха пытался вести фермерское хозяйство на острове Эспаньола (Гаити).
Разорившись в 1510 г., Бальбоа записался в состав экспедиции, направленной на укрепление первой испанской колонии в нынешней Колумбии (руководитель — Алонсо де Охеда). Выяснив, что колонисты по скудости средств были не в состоянии вести борьбу с туземцами, вооруженными ядовитыми стрелами, Бальбоа предложил перенести поселение на западный берег Дарьенского залива, в более мирные земли Панамского перешейка.
Хотя ряд колонистов (включая знаменитого впоследствии Писарро) отказались последовать за ним, Бальбоа двинулся на север и основал в Дарьене первый испанский город на материке — Санта-Мария-ла-Антигуа. Поначалу Бальбоа вошёл в состав магистрата, а вскоре, сместив других магистров, стал править колонией единолично. В 1511 испанский король назначил Бальбоа генерал-капитаном и временным губернатором Дарьена.

Первые испанские поселенцы Дарьена жили за счёт того, что выменивали золотые вещи у индейцев на разные побрякушки. Бальбоа первым из испанцев стал наведываться в глубь материка в поисках золота и рабов. Для получения у индейцев необходимых ему сведений он не брезговал ни посулами, ни пытками. Особенный ужас туземцам внушали собаки, которые по команде конкистадора могли разорвать на куски любого. 

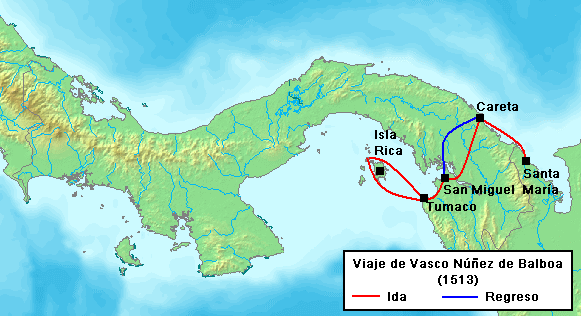
Маршруты экспедиций Бальбоа в Центральной Америке.

Во время одной из таких вылазок Бальбоа удалось выяснить, что к югу от Дарьена простирается страна, утопающая в золоте, а также большое море. Эти новости вызвали при королевском дворе золотую лихорадку. Хотя Бальбоа запросил на покорение Эльдорадо всего тысячу воинов, король отправил в Дарьен вдвое больше, поставив во главе не Бальбоа, а пожилого придворного интригана — Педро Ариаса Давилу.
Не дожидаясь прихода подкреплений, Бальбоа со 190 испанцами и множеством индейцев-проводников выдвинулся из своего города (1 сентября 1513 г.) и то ли 25, то ли 27 дней спустя с одной из вершин горного кряжа «в безмолвии» узрел расстилающуюся к западу безбрежную водную гладь Тихого океана. Он вышел на берег океана и окрестил его Южным морем (Mar del Sur). Король, получив новости об этом открытии, назначил Бальбоа губернатором всего побережья вновь открытого моря; сам Бальбоа дал этим землям название Перу.
Последние годы жизни Бальбоа в Дарьене были омрачены соперничеством с Давилой, под командованием которого он оказался. Местный епископ попытался примирить конкистадоров, и Давила поклялся выдать за Бальбоа свою дочь, оставшуюся в Испании. Несмотря на это, и Давила и Бальбоа продолжали интриговать и чернить друг друга в глазах короля. Когда Давила узнал о своём смещении с поста губернатора, он решил отомстить своему сопернику. В большой спешке Бальбоа и четверо его приближённых были арестованы (по некоторым данным, его арестовывал считавшийся другом Франсиско Писарро), подвергнуты суду и признаны виновными в государственной измене, после чего им отрубили головы.
«Прошло время после того, как губернатор Педрариас отрубил голову своему зятю аделантадо Васко Нуньесу де Бальбоа, а также капитану Франсиско Эрнандесу в Никарагуа и, убитый индейцами Сену капитан Бесерра с христианами, с ним пришедшими, и после других событий, когда пришел губернатором провинции Картахена дон Педро де Эредиа, он послал капитана Алонсо де Эредиа, своего брата, с множеством испанцев, весьма благородных, чтобы заселить во второй раз Ураба, назвав его городом Сан-Себастьян де Буэнависта».
Обещанная в жёны Бальбоа дочь Давилы впоследствии вышла замуж за конкистадора Эрнандо де Сото.

## Память о Бальбоа
- В честь Бальбоа названы район города Панама и денежная единица этой страны.
- В его честь названы кратер на Луне и крупнейший парк с восемью музеями в Сан Диего, Калифорния.
- Стефан Цвейг посвятил новеллу «Побег в бессмертие» из сборника «Звёздные часы человечества»
- В заключительных строках знаменитого сонета Джона Китса «On First Looking into Chapman’s Homer» Бальбоа спутан с Кортесом:

Or like stout Cortez when with eagle eyes
He stared at the Pacific — and all his men
Looked at each other with a wild surmise-
Silent, upon a peak in Darien.
- Бальбоа упоминается в романе Вениамина Каверина «Два капитана»
- В июне 2013 года в московском Институте Сервантеса открылась выставка, на которой представлены работы тридцати семи российских и латиноамериканских художников, отражающие их видение свершений Нуньеса де Бальбоа. Она называлась «Нуньес де Бальбоа. К 500-летию открытия Тихого океана»[2].
- Бальбоа и его экспедиция показаны в испанском сериале  «Conquistadores Adventum» 2017 года.